# 星の降る日に
『星の降る日に』（ほしのふるひに）は、aikoの44枚目のシングル。2023年11月22日にポニーキャニオンよりリリースされた。本作の表題曲はCDリリースに先駆け11月15日より先行配信された。

## 概要
前作より約1年ぶりにリリースされたシングル。
カップリンク曲には、2023年4月11日に配信限定シングルとしてリリースされたテレビ東京系列アニメ『君は放課後インソムニア』主題歌「いつ逢えたら」も収録。
初回限定仕様盤（Blu-ray・DVD共通）には、谷口鮪（KANA-BOON）・藤原聡（Official髭男dism）・はっとり（マカロニえんぴつ）と共演し話題となった「メロンソーダ」を含む全9曲、音楽フェス「FM802 ROCK FESTIVAL RADIO CRAZY 2022」のライブ映像を収録した「aiko×RADIO CRAZY 2022」を付属。

### 仕様
「通常盤」「初回限定仕様盤A（CD+Blu-ray）」「初回限定仕様盤B（CD+DVD）」の3形態で発売。

## チャート成績
2023年12月4日付のオリコン週間シングルランキングで週間5位にランクインした。

## 収録曲
通常盤
| 全作詞・作曲: aiko。 |                                |           |            |            |      |
| #                    | タイトル                       | 作詞      | 作曲・編曲 | 編曲       | 時間 |
| 1.                   | 「星の降る日に」               | aiko      | aiko       | 島田昌典   | 4:50 |
| 2.                   | 「いつ逢えたら」               | aiko      | aiko       | 島田昌典   | 4:09 |
| 3.                   | 「名のないハート」             | aiko      | aiko       | トオミヨウ | 4:08 |
| 4.                   | 「星の降る日に」(Instrumental) | aiko      | aiko       |            | 4:43 |
| 合計時間:            | 合計時間:                      | 合計時間: | 17:50      |            |      |

初回限定仕様盤（Blu-ray・DVD共通）
| #   | タイトル                                           | 作詞 | 作曲・編曲 |
| --- | -------------------------------------------------- | ---- | ---------- |
| 1.  | 「キラキラ」                                       |      |            |
| 2.  | 「beat」                                           |      |            |
| 3.  | 「花火」                                           |      |            |
| 4.  | 「夢見る隙間」                                     |      |            |
| 5.  | 「ハニーメモリー」                                 |      |            |
| 6.  | 「メロンソーダ」                                   |      |            |
| 7.  | 「be master of life」                              |      |            |
| 8.  | 「ストロー」                                       |      |            |
| 9.  | 「ボーイフレンド」                                 |      |            |
| 10. | 「aiko × Radio Crazy behind the scenes」(特典映像) |      |            |